# 무주반딧불축제
무주반딧불축제는 전북특별자치도 무주군이 주최하고, (사)무주반딧불축제제전위원회가 주관하는 축제다. 반딧불 (개똥벌레)를 특화시킨 축제로 1997년에 처음 열린 뒤에 해마다 열리고 있다. 2006년에 문화체육관광부에서 우수 축제로 선정되기도 했다. 반딧불이 신비탐사, 1박 2일 생태체험, 반디나라관, 남대천 생명+(다슬기, 치어 방류), 청소년 반디탐사대, 반디별 소풍, 낙화놀이, 남대천 섶다리공연, 반디생태체험, 무주 팜푸드존, 무주이야기, 남대천 피서, 조선왕조실록 봉안 행렬 및 봉안식 재현 등 여러 프로그램도 운영한다.

## 주요 행사

### 메인 이벤트
- 무주 반딧불이 동요제

### 특별 전시회
- 태권도 홍보관
- 기업도시 홍보관
- 세계 파충류 전시
- 문인화 전시
- 적상산 사고 홍보관
- 반딧불축제 10년 이모저모
- 반딧골 사계 사진전
- 반딧골 시화전
- 환경조형물 전시
- 제11회 무주반딧불축제 기념우표전시회
- 정보통신부 문예전시회 개최

### 체험 행사
- 스탬프미션
- 어린이 놀이시설
- 뗏목 체험
- 황토 체험
- 남대천 송어잡기
- 솟대 및 바람개비 설치
- 소달구지 여행
- 무주 향교 체험
- 농촌 체험(6개소)
- 사찰 체험(안국사)

### 상설 행사
- 반딧골 농특산물 판매장
- 팔도특산물판매장
- 먹거리장터 운영
- 무료시음장 운영
- 이웃사랑 나눔 찻집
- 반딧불장터 상설공연
- 녹색장터
- 차없는 거리
- 반디랜드 퍼포먼스
- 공예 체험장

## 반딧불축제 역사
- 1회 [1997. 8. 7 ~ 1997. 8.10 (4일간)]
  - 주제: 자연의 나라 - 무주
  - 부제: 반딧불이 탄생, 반딧불이 숨결, 반딧불이 환희, 반딧불이 감동

- 2회 [1998. 8.28 ~ 1998. 8.30 (3일간)] -1998년 우수기획문화축제 지정(한국문화예술원)
  - 주제: 추억을 가슴에 빛을 온 누리에
  - 부제: 반딧불이 재회, 반딧불이 사랑, 반딧불이 석별

- 3회 [1999. 6.12 ~ 1999. 6.20(9일간] -1999년 문화관광축제 지정(문화관광부)
  - 주제: 자연의 빛, 무주의 빛, 세계의 빛
  - 부제: 개국의 바람(하늘), 화합의 땅(땅), 축전의 물결(물)

- 4회 [2000. 6. 10 ~2000. 6. 15 (5일간)] -새천년 밀레니엄 축제(문화관광부)
  - 주제: 반딧불이의 신비, 무주의 신비, 자연의 신비
  - 부제: 축제의 숨결(하늘), 아름다운 대지(땅), 천년의 물결(물)

- 5회 [2001. 8. 25 ~ 2001. 8. 29 (5일간)] -문화관광부 우수축제(문화관광부)
  - 주제: 희망의 빛을 세계에, 꿈의 빛을 온누리에
  - 부제: 축제의 숨결(하늘), 아름다운 대지(땅), 천년의 물결(물)

- 6회 [2002. 8. 23 ~ 2002. 8. 27 (5일간)] -2002 한국방문의 해 문화관광부 지정축제
  - 주제: 자연주의가 좋다, 반딧불이와 함께
  - 부제: 축제의 숨결(하늘), 아름다운 대지(땅), 천년의 물결(물)

- 7회 [2003. 8. 22 ~ 2003. 8. 30 (9일간)] -2003년 문화체육관광부선정 우수축제
  - 주제: 자연주의가 좋다, 반딧불이와 함께
  - 부제:축제의 숨결(하늘), 아름다운 대지(땅), 천년의 물결(물)

- 8회 [2004. 8. 20 ~ 2004. 8. 28 (9일간)] -2004년 문화체육관광부선정 우수축제
  - 주제: 자연주의가 좋다, 반딧불이와 함께
  - 부제: 생명평화의 불빛, 반딧불이와의 아름다운 추억

- 9회 [2005. 6. 4 ~ 2005.6. 11 (8일간)] -2005년 문화체육관광부선정 우수축제
  - 주제: 자연주의가 좋다, 반딧불이와 함께
  - 부제: 축제의 숨결(하늘), 아름다운 대지(땅), 천년의 물결(물)
  - 슬로건: 태권도와 함께하는 무주반딧불축제

- 10회 [2006. 6. 2 ~ 2006. 6. 11 (10일간)] -2006년 문화체육관광부선정 우수축제
  - 주제: 자연주의가 좋다, 반딧불이와 함께
  - 부제: 축제의 숨결(하늘), 아름다운 대지(땅), 천년의 물결(물)
  - 슬로건: 생명 · 평화의 빛을 그대에게

- 11회 [2007. 6. 9 ~ 2007. 6. 17(9일간)] -2007년 문화체육관광부선정 우수축제
  - 주제: 세계를 하나로, 무주를 세계로
  - 부제: 반딧불 빛으로 하나되는 세상
  - 슬로건: 반딧불이 사랑이 시작됩니다.

- 12회 [2008. 6. 7 ~ 2008. 6. 15(9일간)] -2008년 문화체육관광부선정 우수축제
  - 주제: 세계를 하나로, 무주를 세계로
  - 부제: 반딧불 빛으로 하나되는 세상
  - 슬로건: 반딧불이의 사랑이 함께합니다

- 13회 [ 2009. 6. 13 ~ 2009. 6. 21(9일간)] - 2009년 문화체육관광부선정 우수축제
  - 주제: 반딧불 빛으로 하나되는 세상
  - 부제: 반딧불이의 사랑을 약속합니다

- 14회 [ 2010. 6. 12 ~ 6.20(9일간)] -2010년 문화체육관광부선정 우수축제
  - 주제: 반딧불 빛으로 하나되는 세상
  - 부제: 반딧불이의 사랑은 영원합니다

- 15회 [ 2011. 6. 3 ~ 6, 11(9일간)] - 2011년 문화체육관광부선정 우수축제
  - 주제: 반딧불 빛으로 하나되는 세상
  - 부제: 반딧불이의 사랑은 믿음입니다.

- 16회 [ 2012. 6. 8~ 6. 16(9일간)] -2012년 문화체육관광부선정 우수축제
  - 주제: 반딧불 빛으로 하나되는 세상
  - 부제: 반딧불이의 빛은 사랑입니다.

- 17회 [2013. 6. 1~6. 9(9일간)] -2013년 문화체육관광부선정 우수축제
  - 주제: 자연의 빛, 생명의 빛, 미래의 빛
  - 부제: 사랑의 반딧불, 축제의 불을 밝히다.

- 18회 [2014. 6. 7.(토) ~ 6. 15.(일) / 9일간] -2014년 문화체육관광부선정 최우수축제
  - 주제: 자연의 빛, 생명의 빛, 미래의 빛
  - 부제: 메이드 인 무주 - GO back to nature (자연으로 돌아가다)

- 19회 [2015. 8. 29.(토) ~ 9.6.(일) / 9일간] -2015년 문화체육관광부지정 최우수축제
  - 주제: 자연의 빛, 생명의 빛, 미래의 빛
  - 부제: 빛을 울리는 무주연가

- 20회 [2016. 8. 27.(토) ~ 9. 4.(일) / 9일간] -2016년 문화체육관광부지정 최우수축제
  - 주제: 자연의 빛, 생명의 빛, 미래의 빛
  - 부제: 빛으로 울리는 무주연가

- 21회 [2017. 8. 26.(토) ~ 9.3.(일) / 9일간] -2017년 문화체육관광부지정 최우수축제
  - 주제: 자연의 빛, 생명의 빛, 미래의 빛
  - 부제: 상생의 빛, 세계로 뻗어나가다

- 22회 [2018. 9.1.(토) ~ 9. 9.(일) / 9일간] -2018년 문화체육관광부지정 대한민국 대표축제
  - 주제: 자연의 빛, 생명의 빛, 미래의 빛
  - 부제: 고향의 숲, 반디가 노니는 세상[2]

## 같이 보기
- 무주 일원의 반딧불이와 그 먹이 서식지